# Данилов (місто)
```

```

Дани́лов, Дані́лов (рос. Данилов) — місто (міське поселення) в Росії, адміністративний центр Даниловського району Ярославської області, залізнична станція Північної залізниці.
Населення за даними перепису 2010 року становить 15861 осіб. Місто є важливим транспортним вузлом, з якого розходяться залізничні лінії і автомобільні дороги в напрямку Москви, Вологди, Буя, Пошехоння.

## Географія
Данилов розташовано у центральній частині Східно-Європейської рівнини (точніше, на Данилівській височині) на обох берегах невеликої річки пеленг (Пеленди), у безпосередній близькості від її витоку. Знаходиться за 351 км на північний схід від Москви і 69 км від Ярославля. Місто займає площу в 11,82 км ². Середня висота центру міста — 160 м над рівнем моря.

## Клімат
Данілов знаходиться в зоні помірно-континентального клімату. Середньорічна температура на його території +2,6 °C, середньомісячні змінюються від −11,5 °C. взимку до +17,1 °C влітку. Абсолютний температурний максимум +35,5 °C, абсолютний мінімум −44,9 °C. Сума річних опадів коливається від 640 до 680 мм. Середньорічна відносна вологість повітря 70 %. Максимум вологості припадає на грудень, а мінімум — на травень.

## Відомі уродженці
- Борис Анібал — російський радянський нарисовець, літературний критик, журналіст, поет, письменник-фантаст
- Смирнов Олексій Макарович  (1920-1979) — радянський актор, Заслужений артист РРФСР (1976).